# Lâm Đồng
Lâm Đồng is een provincie van Vietnam.
Lâm Đồng telt 996.219 inwoners op een oppervlakte van 10.173 km².

## Districten
Lâm Đồng is onderverdeeld in twee steden (Đà Lạt en Bảo Lộc) en tien districten:
- Bảo Lâm
- Cát Tiên
- Đạ Huoai
- Đạ Tẻh
- Đam Rông
- Di Linh
- Đơn Dương
- Đức Trọng
- Lạc Dương
- Lâm Hà